# Zuid-parebrilvogel
De zuid-parebrilvogel (Zosterops winifredae) is een zangvogel uit de familie Zosteropidae (brilvogels). De vogel werd in 1934 geldig beschreven door Reginald Ernest Moreau en William Lutley Sclater als aparte soort (en vernoemd naar de echtgenote van Moreau die Winifred heette). Daarna werd dit taxon lange tijd als ondersoort van de hooglandbrilvogel (Z. poliogastrus) beschouwd. Op grond van na 2009 verricht onderzoek kan dit taxon weer behandeld worden als aparte soort. Het is een kwetsbare, endemische vogelsoort  in noordoostelijk Tanzania.

## Kenmerken
De vogel is 11 tot 12 cm lang en lijkt op Heuglins brilvogel. Deze brilvogel is minder heldergeel op de keel en onderstaartdekveren en blauwgrijs (in plaats van licht bruingrijs) op de flanken. Verder is de witte oogring minder breed.

## Verspreiding en leefgebied
Deze soort is endemisch in noordoostelijk Tanzania waar de soort alleen voorkomt in bossen op de hellingen van het zuidelijke Pare-gebergte. Het leefgebied is half open landschap met heide-achtige vegetaties of langs bosranden en open plekken in bos.

## Status
De zuid-parebrilvogel heeft een beperkt verspreidingsgebied en daardoor is de kans op uitsterven aanwezig. De grootte van de populatie werd in 2016 door BirdLife International geschat op 2500 tot 10.000 individuen en de populatie-aantallen nemen af door habitatverlies. Het leefgebied wordt aangetast door ontbossing waarbij natuurlijk bos wordt omgezet in gebied voor agrarisch gebruik. Om deze reden staat deze soort als kwetsbaar op de Rode Lijst van de IUCN.